# 七瀬つむぎ
七瀬 つむぎ（ななせ つむぎ、6月1日 - ）は、日本の女性声優。大阪府出身。ホーリーピーク所属。

## 略歴
小学校から中学校に上がる頃に『銀魂』を見ることに夢中だった友達の話についていきたいという思いから見始めたのが最初だったという。「アニメは子供が見るもの」と思っていたが、見た時にはそのようなことがなく、内容が面白いことに引き込まれ、「このキャラクターの声を演じてる人って誰なんだろう？」と調べ、声優業を初めて意識するようになった。また、中学生の頃には「将来の夢＝声優」と自身の中で固まっていたという。
高校卒業後は専門学校の声優コースに進学。卒業と同時に、2021年5月6日よりホーリーピークに所属。なかなか仕事に恵まれることがなかったものの、『学園アイドルマスター』で初めて仕事を得る。スタジオオーディションの段階までいけたのが2つしかなく、先に合格の連絡を受け、収録などを行ったのが本作となった。

## 人物
趣味は読書、ヘアアレンジ、コスプレ、手芸。特技はダンス。
2024年4月17日に配信された『学園アイドルマスター』稼働前宣伝番組「初星学園HR（ホームルーム）」に出演した際、衣装を自作したことがある。
『アイドルマスター シンデレラガールズ スターライトステージ』のプレイヤーであり、学園アイドルマスターのオーディションには「誰にも渡さない！」という意思のもと、がむしゃらに挑んだと語っている。

## 出演
太字はメインキャラクター。

### テレビアニメ
- 宇宙人ムームー（2025年、園児[9][10]、客[11]、園子の友人[12][13]）

### ゲーム
- 学園アイドルマスター（2024年 - 2025年、有村麻央[14]）

### 舞台
- 爆走おとな小学生 第二十二回全校集会『アイディール・セミナー/2nd session』（2025年4月9日 - 10日、シアターサンモール） - 卑弥子 役（真野美月とのダブルキャスト）[15]

## ディスコグラフィ

### キャラクターソング
| 発売日         | 商品名                                                                                               | 歌                                                                 | 楽曲 | 備考                                 |
| -------------- | --- | ------------------------------------------------------------------ | --- | ------------------------------------ |
| 2024年5月16日  | 初                                                                                                   | 初星学園                                                           | 「初」 | ゲーム『学園アイドルマスター』関連曲 |
| 2024年6月10日  | Campus mode!!                                                                                        | 初星学園                                                           | 「Campus mode!!」                                                                                                 | ゲーム『学園アイドルマスター』関連曲 |
| 2024年8月14日  | 学園アイドルマスター Season Solo Collection Vol.1「キミとセミブルー」                                | 姫崎莉波（薄井友里）、有村麻央（七瀬つむぎ）、紫雲清夏（湊みや）   | 「キミとセミブルー」                                                                                              | ゲーム『学園アイドルマスター』関連曲 |
| 2024年8月14日  | 学園アイドルマスター Season Solo Collection Vol.1「キミとセミブルー」                                | 有村麻央（七瀬つむぎ）                                             | 「キミとセミブルー」                                                                                              | ゲーム『学園アイドルマスター』関連曲 |
| 2024年8月14日  | 学園アイドルマスター Season Solo Collection Vol.2「冠菊」                                            | 有村麻央（七瀬つむぎ）                                             | 「冠菊」 | ゲーム『学園アイドルマスター』関連曲 |
| 2024年9月25日  | 有村麻央 1st Single「Fluorite」                                                                      | 有村麻央（七瀬つむぎ）                                             | 「Fluorite」 「初」 「Campus mode!!」                                                                             | ゲーム『学園アイドルマスター』関連曲 |
| 2024年10月13日 | がむしゃらに行こう！                                                                                 | 有村麻央（七瀬つむぎ）、紫雲清夏（湊みや）、篠澤広（川村玲奈）     | 「がむしゃらに行こう！」                                                                                          | ゲーム『学園アイドルマスター』関連曲 |
| 2024年10月18日 | Howling over the World                                                                               | 有村麻央（七瀬つむぎ）、紫雲清夏（湊みや）、篠澤広（川村玲奈）     | 「Howling over the World」                                                                                        | ゲーム『学園アイドルマスター』関連曲 |
| 2024年10月26日 | ミラクルナナウ(ﾟ∀ﾟ)！                                                                                | 有村麻央（七瀬つむぎ）、紫雲清夏（湊みや）、篠澤広（川村玲奈）     | 「ミラクルナナウ(ﾟ∀ﾟ)！」                                                                                         | ゲーム『学園アイドルマスター』関連曲 |
| 2024年10月30日 | 学園アイドルマスター 初星学園×アニメイト コラボCD「古今東西ちょちょいのちょい」【北海道+東北地方盤】 | 有村麻央（七瀬つむぎ） feat.姫崎莉波（薄井友里）                   | 「古今東西ちょちょいのちょい [秋田県ver.]」                                                                       | ゲーム『学園アイドルマスター』関連曲 |
| 2024年10月30日 | 学園アイドルマスター 初星学園×アニメイト コラボCD「古今東西ちょちょいのちょい」【関東地方盤】        | 有村麻央（七瀬つむぎ） feat.篠澤広（川村玲奈）                     | 「古今東西ちょちょいのちょい [東京都ver.]」                                                                       | ゲーム『学園アイドルマスター』関連曲 |
| 2024年10月30日 | 学園アイドルマスター 初星学園×アニメイト コラボCD「古今東西ちょちょいのちょい」【関東地方盤】        | 紫雲清夏（湊みや） feat.有村麻央（七瀬つむぎ）                     | 「古今東西ちょちょいのちょい [栃木県ver.]」                                                                       | ゲーム『学園アイドルマスター』関連曲 |
| 2024年10月30日 | 学園アイドルマスター 初星学園×アニメイト コラボCD「古今東西ちょちょいのちょい」【関東地方盤】        | 姫崎莉波（薄井友里） feat.有村麻央（七瀬つむぎ）                   | 「古今東西ちょちょいのちょい [神奈川県ver.]」                                                                     | ゲーム『学園アイドルマスター』関連曲 |
| 2024年10月30日 | 学園アイドルマスター 初星学園×アニメイト コラボCD「古今東西ちょちょいのちょい」【中部地方盤】        | 有村麻央（七瀬つむぎ） feat.姫崎莉波（薄井友里）                   | 「古今東西ちょちょいのちょい [岐阜県ver.]」                                                                       | ゲーム『学園アイドルマスター』関連曲 |
| 2024年10月30日 | 学園アイドルマスター 初星学園×アニメイト コラボCD「古今東西ちょちょいのちょい」【近畿地方盤】        | 有村麻央（七瀬つむぎ） feat.葛城リーリヤ（花岩香奈）               | 「古今東西ちょちょいのちょい [三重県ver.]」                                                                       | ゲーム『学園アイドルマスター』関連曲 |
| 2024年10月30日 | 学園アイドルマスター 初星学園×アニメイト コラボCD「古今東西ちょちょいのちょい」【中国+四国地方盤】   | 有村麻央（七瀬つむぎ） feat.月村手毬（小鹿なお）                   | 「古今東西ちょちょいのちょい [山口県ver.]」                                                                       | ゲーム『学園アイドルマスター』関連曲 |
| 2024年10月30日 | 学園アイドルマスター 初星学園×アニメイト コラボCD「古今東西ちょちょいのちょい」【九州+沖縄地方盤】   | 藤田ことね（飯田ヒカル） feat.有村麻央（七瀬つむぎ）               | 「古今東西ちょちょいのちょい [長崎県ver.]」                                                                       | ゲーム『学園アイドルマスター』関連曲 |
| 2024年10月30日 | 学園アイドルマスター 初星学園×アニメイト コラボCD「古今東西ちょちょいのちょい」【九州+沖縄地方盤】   | 有村麻央（七瀬つむぎ） feat.藤田ことね（飯田ヒカル）               | 「古今東西ちょちょいのちょい [熊本県ver.]」                                                                       | ゲーム『学園アイドルマスター』関連曲 |
| 2024年11月13日 | 学園アイドルマスター Season Solo Collection Vol.3「仮装狂騒曲」                                      | 有村麻央（七瀬つむぎ）                                             | 「仮装狂騒曲」 | ゲーム『学園アイドルマスター』関連曲 |
| 2024年12月11日 | 学園アイドルマスター Season Solo Collection Vol.4「White Night! White Wish!」                        | 有村麻央（七瀬つむぎ）                                             | 「White Night! White Wish!」                                                                                      | ゲーム『学園アイドルマスター』関連曲 |
| 2025年2月14日  | 学園アイドルマスター Season Solo Collection Vol.5「ハッピーミルフィーユ」                            | 有村麻央（七瀬つむぎ）                                             | 「ハッピーミルフィーユ」                                                                                          | ゲーム『学園アイドルマスター』関連曲 |
| 2025年3月3日   | 学園アイドルマスター Season Solo Collection Vol.6「雪解けに」                                        | 有村麻央（七瀬つむぎ）、月村手毬（小鹿なお）、倉本千奈（伊藤舞音） | 「雪解けに」 | ゲーム『学園アイドルマスター』関連曲 |
| 2025年3月3日   | 学園アイドルマスター Season Solo Collection Vol.6「雪解けに」                                        | 有村麻央（七瀬つむぎ）                                             | 「雪解けに」 | ゲーム『学園アイドルマスター』関連曲 |
| 2025年3月中旬  | 有村麻央 誕生日記念Single「Sweet Magic」                                                             | 有村麻央（七瀬つむぎ）                                             | 「Sweet Magic」                                                                                                   | ゲーム『学園アイドルマスター』関連曲 |
| 2025年3月19日  | 有村麻央 2nd Single「Feel Jewel Dream」                                                              | 有村麻央（七瀬つむぎ）                                             | 「Feel Jewel Dream」 「Top Secret」 「がむしゃらに行こう！」 「Howling over the World」 「ミラクルナナウ(ﾟ∀ﾟ)！」 | ゲーム『学園アイドルマスター』関連曲 |
| 2025年4月9日   | 学園アイドルマスター Season Solo Collection Vol.7「桜フォトグラフ」                                  | 有村麻央（七瀬つむぎ）                                             | 「桜フォトグラフ」                                                                                                | ゲーム『学園アイドルマスター』関連曲 |
| 2025年5月17日  | 標                                                                                                   | 初星学園                                                           | 「標」 | ゲーム『学園アイドルマスター』関連曲 |
| 2025年8月9日   | ENDLESS DANCE                                                                                        | 有村麻央（七瀬つむぎ）、紫雲清夏（湊みや）、篠澤広（川村玲奈）     | 「ENDLESS DANCE」                                                                                                 | ゲーム『学園アイドルマスター』関連曲 |